# Adarnases III d'Artanudji
Adarnases III de l'Alt Tao o Artanudji (VII Bagration) (mort l'any 896) fou un príncep georgià del segle ix, de la família dels Bagrationi.
Adarnases fou el VII Bagration amb aquest nom i era el fill gran de Gurguèn d'Ibèria, príncep d'Artani o Artanudji (Alt Tao) com a Gurguèn I d'Artani. La Crònica georgiana li dona el títol d'eristavi (gran-duc). Aquesta mateixa font li assigna tres fills nascuts d'una esposa que no s'esmenta : 
- David d'Artanudji, duc de l'Alt Tao
- Gurguèn II d'Artanudji-Calarzene, duc de l'Alt Tao i d'Artanoudji-Calarzène ;
- Dinar, casada amb el rei Atrenerseh I d'Aghuània-Herètia.

Va morir l'any 896.